# Emyr Humphreys
(R. S. Thomas)
Emyr Humphreys (Prestatyn, 15 aprile 1919 – Llanfairpwllgwyngyllgogerychwyrndrobwllllantysiliogogogoch, 30 settembre 2020) è stato uno scrittore britannico, annoverato tra i principali autori gallesi in lingua inglese.
Fu autore di oltre una ventina di romanzi, volumi di racconti, poesie, libri di storia e cultura, ecc. e si aggiudicò per due volte il premio per il "Libro gallese dell'anno" (Wales Book of the Year). Il suo romanzo più famoso è A Toy Epic del 1958.

## Biografia
Emyr Humphreys nacque a Prestatyn, nel Galles nord-orientale, il 15 aprile 1919, e frequentò le scuole a Rhyl.
Di madrelingua inglese, nel 1936 decise di studiare il gallese dopo lo scoppio di una bomba nella penisola di Llŷn.
Durante la seconda guerra mondiale, mentre frequentava l'università ad Aberystwyth,  anziché partire per il fronte iniziò a lavorare in alcune fattorie del Paese, in qualità di obiettore di coscienza,
Nel 1946 pubblicò il suo primo romanzo, intitolato Little Kingdom.
Nel 1953 diventò scrittore a tempo pieno.
Nel 1983 pubblicò The Taliesin Tradition: a Quest for the Welsh Identity, un libro dedicato alla storia culturale del Galles.
Nel 1992, il suo romanzo Bonds of Attachment si aggiudicò il premio "Libro gallese dell'anno".
Nel 2004, ottenne il Premio Siân Phillips per il suo contribuito a radio e televisione.
Humphreys è morto ultracentenario nel 2020.

## Opere (lista parziale)
- Little Kingdom (1946)
- The Voice of a Stranger (1949)
- A Change of Heart (1951)
- Hear and Forgive (1952)
- The Italian Wife (1957)
- A Toy Epic (1958)
- The Best of Friends (1978)
- Etifedd y Glyn (1981)
- The Taliesin Tradition: a Quest for the Welsh Identity (1983)
- An Absolute Hero (1986)
- Bonds of Attachment (1992)
- The Gift of a Daughter (1999)
- Collected Poems (1999)
- Ghosts and Strangers (2001)
- Old People are a Problem (2003)
- The Shop (2005)
- The Woman at the Window (2009)

## Premi e riconoscimenti
- 1953: Somerset Maugham Award per Hear and Forgive[2][3]
- 1958: Premio Hawthornden per A Toy Epic[2][3]
- 1992: Libro gallese dell'anno per Bonds of Attachment[3]
- 1999: Libro gallese dell'anno per The Gift of a Daughter[3]
- 2004: Premio Siân Phillips[4]